# Blaž (album)
Blaž (hrv. Prkos) je debitantski album ruskog glazbenika Nikolaja Noskova iz 1998. godine. Na albumu se nalazilo 10 skladbi. Album je poznat i pod imenom Я тебя люблю (hrv. Volim te).

## Popis pjesama
1. "Ja tebja ljublju" ("Я тебя люблю") - 4:07
2. "Ja nemodnij" ("Я не модный") - 3:41
3. "Daj mne šans" ("Дай мне шанс") - 5:00
4. "Moj drug" ("Мой друг") - 4:51
5. "Serdca krik" ("Сердца крик") - 4:29
6. "Na Rusi" ("На Руси) - 5:09
7. "Blaž" ("Блажь") - 3:44
8. "Solnce" ("Солнце") - 3:53
9. "Lunnij tanec" ("Лунный танец") - 4:06
10. "Ti ne sahar" ("Ты не сахар") - 4:56

## Osoblje
- Aranžman — Dmitrij Ginzburg
- Bas-gitara — Aleksej Bogoljubov
- Udaraljke — Andrej Šatunovskij, Jurij "Hen"
- Sintesajzer — Dmitrij Četvergov, Lev Trejvicer
- Rukovođenje — Lejla Fatahova
- Mastering — Andrej Subotin
- Fotografija — Timur Grib
- Producent — Josif Prigožin